# Cosmopsarus
Cosmopsarus é um género de passeriforme da família Sturnidae.
Este género contém as seguintes espécies:
- Cosmopsarus unicolor
- Golden-breasted Starling
- Estorninho Dourado, Cosmopsarus regius